# بليك سميث
بليك سميث (بالإنجليزية: Blake Smith)‏ (17 يناير 1991 بإل باسو في الولايات المتحدة - ) هو لاعب كرة قدم أمريكي في مركز الوسط. لعب مع إمباكت مونتريال وMiami FC ‏ وAustin Aztex ‏ وإندي إليفن ويافردون سبور ‏.

## وصلات خارجية
- بليك سميث على موقع الدوري الأمريكي (الإنجليزية)
- بليك سميث على موقع قاعدة بيانات كرة القدم.إي يو (الإنجليزية)
- بليك سميث على موقع Soccerway.com (الإنجليزية)
- بليك سميث على موقع عالم كرة القدم.نت (الإنجليزية)